# Larissa Bender
Larissa Bender (* 1958 in Köln) ist eine deutsche Übersetzerin für arabische Literatur, Dozentin für Arabisch, Lektorin und Journalistin. Für ihr kultur- und bildungspolitisches Engagement wurde sie 2018 mit dem Bundesverdienstkreuz am Bande ausgezeichnet.

## Leben und Schaffen
Larissa Bender studierte Islamwissenschaft, Ethnologie, Soziologie und Kunstgeschichte in Köln und Berlin. Weiterhin studierte sie Arabisch auch im Rahmen eines Aufenthalts in Damaskus, Syrien. Bender übersetzt arabische Literatur und Sachtexte vorwiegend aus Syrien, Irak, Ägypten und dem Libanon. Sie ist Dozentin für Hocharabisch sowie den syrischen Levante-Dialekt an der Universität zu Köln. Zusätzlich arbeitet sie als freie Journalistin, Moderatorin, Lektorin für arabische Literatur und Gutachterin für arabische Romane. Dabei fungiert sie als Expertin für arabische Kultur, Literatur, Politik und Gesellschaft. Als eine der bekanntesten Übersetzerinnen arabischer Literatur ins Deutsche hat sie enge Beziehungen zu vielen syrischen Schriftstellern. Bender übersetzt auch arabische Literatur von aus Syrien geflüchteten Autoren. Bis zum Ausbruch der syrischen Revolution reiste sie regelmäßig nach Syrien und bezeichnet das Land als ihre „zweite Heimat“.
Larissa Bender setzt sich für das Übersetzen als Kunstform ein und leitete mehrere Male die deutsch-arabische Übersetzerwerkstatt des Deutschen Übersetzerfonds, ein Programm für Übersetzer aus beiden Sprachräumen. Zu den Herausforderungen beim Übersetzen aus dem Arabischen zählen laut Bender die nicht immer eindeutige Schrift (Vokale, die sich unter bestimmten Bedingungen in Konsonanten wandeln oder andere Funktionen erfüllen), mehrdeutige Begriffe und die arabische Syntax mit ihrer bevorzugten Verwendung von Verbalsubstantiven und Partizipien sowie verschiedenen Arten von Relativsätzen. Denn Übersetzen sei immer ein künstlerischer Akt, der ein hohes Maß an Einfühlungsvermögen in die jeweiligen Sprachen voraussetzt.
Bender ist Vorstandsmitglied des Vereins Weltlesebühne, einem Zusammenschluss von Übersetzern aus Berlin, Frankfurt, Freiburg, Hamburg, Heidelberg, Köln und Zürich, dessen Veranstaltungsprojekte sich der Vermittlung von internationaler Literatur und ihrer Übersetzung widmen.
Ende April 2023 kommentierte das in Istanbul produzierte online portal syria.tv Benders Post vom 23. April 2023 auf Facebook. Darin beklagte Bender die aus ihrer Sicht fehlende öffentliche Wahrnehmung arabischer Literatur und Kultur in Deutschland. So schrieb sie unter anderem: „Noch nie habe ich meine Arbeit als Übersetzerin arabischer Literatur für so sinnlos gehalten wie in diesen Tagen bzw. Monaten.“ und bezeichnete ihre 30-jährigen Bemühungen, arabische Kultur auf Deutsch zu vermitteln, als vollkommen wirkungslos. Weiterhin kommentierte sie die große Zahl von Äußerungen auf Facebook zur Lage in Nahost als „nicht nur von einer kompletten Unkenntnis der Situation in der arabischen Welt, sondern auch von einer erschreckenden Unmenschlichkeit und Verrohung der Gefühle“ geprägt. - Der Artikel von syria.tv nahm diese Äußerungen auf und würdigte gleichzeitig Benders Leistungen als Kulturmittlerin.

### Ehrenamtliche Tätigkeiten
Bender engagiert sich in den Bereichen der interkulturellen Literatur und Jugendarbeit und leitet regelmäßig Workshops zu den Themen Islam, Übersetzung und Integration. Sie ist Gründerin beziehungsweise Gründungsmitglied zahlreicher Vereine. Dazu gehören das Netzwerk Kölner Syrienhilfe zur Unterstützung syrischer/arabischsprachiger Geflüchteter in Köln, der Verein Najda-Now International e.V. für die Versorgung von syrischen Binnenflüchtlingen, der Verein Dialog Orient-Okzident e.V. zur Förderung und Verbreitung der Kultur aus dem nahöstlichen Raum sowie der Verein Kindernotbrücke e.V. zur Unterstützung von Hilfsprojekten im Irak und der Begleitung irakischer verletzter Kinder in Deutschland.
Für ihr kultur- und bildungspolitisches Engagement wurde Bender am 2. Oktober 2018 mit dem Bundesverdienstkreuz am Bande durch Bundespräsident Frank-Walter Steinmeier ausgezeichnet, welches die höchste Anerkennung für politische, wirtschaftlich-soziale und geistige Leistungen und Verdienste um das Gemeinwohl der Bundesrepublik Deutschland ist.

### Mitgliedschaften und Jurytätigkeit

#### Mitgliedschaften
- Weltlesebühne e.V. (Vorstandsmitglied)
- Verband deutschsprachiger Übersetzer literarischer und wissenschaftlicher Werke e.V. (VdÜ)
- Literaturszene Köln e.V.
- Bücherfrauen – women in publishing
- Literaturhaus Köln e.V.
- Ver.di (IG Medien)
- Deutsch-Maghrebinische Gesellschaft e.V., Bonn
- Litprom (Gesellschaft zur Förderung der Literatur aus Afrika, Asien und Lateinamerika e.V.), Frankfurt, bis Ende 2023
- Der Andere Literaturclub e.V., Frankfurt
- Museumsgesellschaft RJM e.V., Köln[10]
- PEN Berlin (Mitgründerin)[11]

#### Jurytätigkeit
- 2017 Mitglied der Jury Literarisches Schreiben für die 4. Ausschreibung von Ettijahat - Independent Culture zur Förderung syrischer Künstler im Jahr 2017
- 2011 Mitglied der Jury des 3. Deutsch-Arabischen Übersetzerpreises des Goethe-Instituts Kairo, der im November 2011 in Kairo verliehen wurde
- 2010 Mitglied der Jury des 1. Deutsch-Arabischen Übersetzerpreises des Goethe-Instituts Kairo, verliehen im März 2010 in Leipzig[10]

## Werke

### Eigene Publikationen
- Larissa Bender (Hrsg.): Syrien: Der schwierige Weg in die Freiheit. Dietz Verlag, Bonn 2012, ISBN 978-3801204334

Benders Publikation Syrien: Der schwierige Weg in die Freiheit (2012) beschäftigt sich mit den Ereignissen des Bürgerkriegs in Syrien seit 2011 bis zum Sommer 2012. Syrische und deutsche Autoren analysieren die Geschichte des Landes, die politischen Akteure, die Rolle der Frauen, der Künstler und der Religionen. Das Buch beschreibt, wie die syrische Bevölkerung nach Jahrzehnten der Herrschaft des diktatorischen Regimes, seit dem Jahr 2000 in zweiter Generation von Staatspräsident Baschar al-Assad geführt, die Barriere der Angst überwand und den Kampf für Freiheit und Menschenwürde aufnahm.
- Larissa Bender (Hrsg.): Innenansichten aus Syrien: Innenansichten aus Syrien. Edition Faust, Frankfurt am Main 2014, ISBN 978-3981589375

In ihrem Buch Innenansichten aus Syrien (2014) lässt Bender syrische Schriftsteller, Filmschaffende, Theaterleute und bildende Künstler zu Wort kommen. Einerseits haben der Krieg und seine Zerstörung die Menschen dazu gezwungen, sich voll mit dem täglichen Überleben zu beschäftigen, andererseits ist in Gebieten des Islamischen Staats Kunst absolut verboten. Trotz dieser schwierigen Voraussetzungen hat sich ein für Syrien beispielloser künstlerischer Aufbruch ausgebildet. Zahlreiche Schriftsteller innerhalb und außerhalb des Landes versuchen, durch ihre Kunst den Krieg und die Unterdrückung zu verarbeiten und die psychischen und gesellschaftlichen Veränderungen seit Beginn der Revolution festzuhalten. Diesen Künstlern gibt Bender in ihrem Werk eine Bühne.

### Übersetzungen (Auswahl)
- Abdelaziz Baraka Sakin: Der Rabe, der mich liebte (2024)
- Najat Abed Alsamad: Kein Wasser stillt ihren Durst (2023)
- Basma Abdel Aziz: Das Tor (2020)
- Mazen Maarouf: Ein Witz für ein Leben (2020)
- Hamed Abboud: In meinem Bart versteckte Geschichten (2020)
- Mustafa Khalifa: Das Schneckenhaus (2019)
- Dima Wannous: Die Verängstigten (2018)
- Ghayath Almadhoun: Ein Raubtier namens Mittelmeer (2018)
- Hamed Abboud: Der Tod backt einen Geburtstagskuchen (2017)
- Niroz Malek: Der Spaziergänger von Aleppo (2017)
- Rosa Yassin Hassan: Eine fatale Sprayaktion: Die Geschichte dreier Freunde in Syrien (2017)
- Fadhil Al-Azzawi: Der Letzte der Engel (2014)
- Abdalkader Al-Dschanabi: Vertikale Horizonte: Von Bagdad nach Paris (1997)

### Übersetzung von Hörspielen
- 2014: Jabbour Douaihy: Morgen des Zorns – Bearbeitung und Regie: Barbara Liebster (Hörspielbearbeitung – NDR)
- 2017: Mudar Alhaggi: Barsach – Bearbeitung und Regie: Erik Altorfer (Original-Hörspiel – Deutschlandradio)
- 2020: Mudar Alhaggi, Wael Kadour: Die Toten haben zu tun – Regie: Erik Altorfer (Originalhörspiel – Deutschlandradio)
  - Auszeichnung: Hörspiel des Monats Januar 2020

### Übersetzte Autoren (Auswahl)
- Hamed Abboud (Syrien/Österreich)
- Basma Abdel Aziz (Ägypten)
- Najat Abed Alsamad (Syrien)
- Najet Adouani (Tunesien/Deutschland)
- Mohammad al-Attar (Syrien/Deutschland)
- Fadhil Al-Azzawi (Irak/Deutschland)
- Chaled Al-Chamissi / Al-Khamissi (Ägypten)
- Edwar Al-Charrat (Ägypten)
- Raschid Al-Daif (Libanon)
- Abdalkader Al-Dschanabi (Irak/Frankreich)
- Yassin Al-Haj Saleh (Syrien/Deutschland)
- Raja Alim (Saudi-Arabien)
- Ghayath Almadhoun (Syrien/Schweden)
- Huda Barakat (Libanon/Frankreich)
- Jabbour Douaihy (Libanon)
- Osama Esber (Syrien/USA)
- Mansura Eseddin (Ägypten)
- Fawwaz Haddad (Syrien/Emirate)
- Iman Humaydan (Libanon/Frankreich)
- Khaled Khalifa (Syrien)
- Mustafa Khalifa (Syrien/Frankreich)
- Sahar Khalifa (Palästina)
- Mazen Maarouf (Libanon/Palästina/Island)
- Niroz Malek (Syrien)
- Abdalrahman Munif (Saudi-Arabien/Irak/Syrien)
- Widad Nabi (Syrien/Deutschland)
- Nihad Siris (Syrien/Deutschland)
- Baha Taher (Ägypten)
- Dima Wannous (Syrien/England)
- Rosa Yassin Hassan (Syrien/Deutschland)
- Samar Yazbek (Syrien/Frankreich)
- Youssef Ziedan (Ägypten)[14]